# Mansour El-Essawy
Mansour Abdel Kerim El-Essawy (arabisch منصور عيسوي, DMG Manṣūr ʿĪsawiyy; * 18. September 1937 in Esna; † 16. Januar 2023) stand im Range eines Generals bei der ägyptischen Polizei und war Politiker, vormals zuständig für Regionalpolitik und zuletzt für das Ressort des Inneren. Er wurde am 6. März 2011 als Nachfolger von Mahmoud Wagdy als Innenminister in das Kabinett von Essam Scharaf berufen.
In seiner vorigen Funktion als stellvertretender Sicherheitschef von Kairo hat sich El-Essawy gegen Korruption eingesetzt. Er war zuvor auch Gouverneur von Al-Minya.
Am 15. März 2011 gab er die Auflösung der Staatssicherheit bekannt.
Am 22. März demonstrierten etwa 18.000 Unteroffiziere der Polizei vor dem Innenministerium, um El-Essawys Rücktritt, Wagdys Wiedereinsetzung und eine Gehaltserhöhung zu fordern. Dabei wurde die Kommunikationszentrale angezündet, die vollständig abbrannte. Der Vorfall machte unter anderem auch deutlich, dass zahlreiche Beamte und Mitarbeiter der ägyptischen Polizei dem alten System von Mubarak anhaftend geblieben waren.
Das Kabinett Scharaf trat am 22. November 2011 geschlossen zurück, El-Essawy inbegriffen.